# Алфред Вернер
Алфред Вернер (Милуз, 12. децембар 1866 — Цирих, 15. новембар 1919) је био немачки хемичар и добитник Нобелове награде за хемију.
Био је професор на универзитету Цирих. Нобелову награду за хемију је добио 1913. због тога што је предложио октохедралне конфигурације металних једињења. Развио је базу за модерну координациону хемију. Открио је и хексол 1914. То је био кобалтни спој са следећом хемијском формулом [Co((OH)2Co(NH3)4)3](SO4)3.